# Sybra elongatula
Sybra elongatula là một loài bọ cánh cứng trong họ Cerambycidae.